# Задорне
Задо́рне (до 1944 року — Чонгурчи, крим. Çoñğurçı) — село Євпаторійського району Автономної Республіки Крим. Розташоване в центрі району.